# Schlacht bei Lübeck
Schleiz – Saalfeld – Jena und Auerstedt – Lübeck – Großpolen – Czarnowo – Golymin – Pułtusk – Dirschau –  Allenstein – Preußisch Eylau – Ostrolenka – Stolp – Danzig – Kolberg – Guttstadt –Heilsberg – Friedland
In der Schlacht bei Lübeck trafen am 6. November 1806 im Vierten Koalitionskrieg Truppen Preußens und Frankreichs aufeinander.

## Vorangehende Ereignisse
Nach der Schlacht bei Jena und Auerstedt gelang es General Gebhard Leberecht von Blücher, sich mit einer rund 10.000 Mann starken Truppe von Brandenburg aus in Richtung Nordwesten abzusetzen. In Mecklenburg stießen die Einheiten des Herzogs Karl August von Weimar hinzu, so dass Blüchers Streitmacht schließlich etwa 21.000 Soldaten umfasste. Genaue Angaben über die Stärke von Blüchers Truppen fehlen jedoch aufgrund der chaotischen Zustände.
Blüchers Absicht war es, starke französische Einheiten im Gebiet der Elbe so lange zu binden, bis Verstärkung aus den östlichen Provinzen Preußens eintraf, zusammen mit der Armee des preußischen Verbündeten Russland. Dieses Ziel stellte sich jedoch schnell als unerreichbar heraus, da Blüchers Truppe von Gewaltmärschen erschöpft, kaum versorgt und sehr uneinheitlich zusammengewürfelt war. Zudem waren die französischen Verfolger zahlenmäßig weit überlegen. Marschall Soult alleine führte bereits 26.000 Mann ins Feld, hinzu kamen Marschall Bernadotte mit 18.000 und Marschall Murat mit nochmals 9.000 Mann.
Da es aussichtslos war, die überlegenen französischen Truppen in Feldschlachten verwickeln zu wollen, entschied sich Blücher, sein Heer stattdessen ins neutrale Lübeck zu führen, um dort Schiffe zu requirieren und zumindest Teile seiner Armee nach Ostpreußen oder England zu bringen. Sollte dieser Plan misslingen, wollte er die Franzosen zu einer zeitaufwendigen Belagerung Lübecks verleiten, um sie so zu binden.
Als sich Blüchers Streitmacht, dicht verfolgt von den Franzosen, von Süden her auf Lübeck zubewegte, beunruhigte dies die schwedischen Militäreinheiten im zum Kurfürstentum Hannover gehörigen Herzogtum Lauenburg, die als Verbündete Englands dort stationiert waren. Die schwedischen Verbände von insgesamt 1200 bis 1700 Mann zogen sich vor den heranrückenden Preußen und Franzosen gleichfalls in Richtung Lübeck zurück.
Am 4. November erreichten die Schweden Lübeck und erzwangen sich gegen den Willen des Lübecker Rats gewaltsam Einlass in die Stadt, indem sie die Torflügel des Mühlentors und Burgtors mit Artillerie zerstörten. Ein Teil der schwedischen Truppen requirierte im Hafen liegende Schiffe für die Überfahrt nach Schweden; das Gros der Schweden zog weiter nach Travemünde, um dort weitere Schiffe zu beschlagnahmen.

## Blüchers Eintreffen in Lübeck
Am 5. November erschien um 14 Uhr ein Abgesandter Blüchers in Lübeck und verlangte, dass die Stadt 8000 preußische Soldaten aufnehmen solle. Da der Rat über keinerlei Möglichkeit verfügte, sich zur Wehr zu setzen – das Lübecker Stadtmilitär war nur wenige hundert Mann stark und nicht für ernsthafte kriegerische Handlungen geeignet – wurde unter Protest zugesagt, unter der Bedingung, dass zur Betonung der fortbestehenden Souveränität Lübecks das Rathaus auch weiterhin nur von Lübecker Soldaten bewacht werden sollte.
Blücher traf mit seinem Heer am Abend des 5. November in Lübeck ein. Gemeinsam mit seinem Generalquartiermeister Oberst Gerhard von Scharnhorst nahm er zunächst die Befestigungsanlagen der Stadt in Augenschein. Lübeck hatte nach dem Reichsdeputationshauptschluss von 1803 begonnen, die Festungswälle zu beseitigen, um die eigene Neutralität zu unterstreichen. Die Entfestigung war aber im Herbst 1806 noch nicht weit fortgeschritten, so dass es den Preußen möglich war, die Stadt innerhalb weniger Stunden zumindest provisorisch verteidigungsbereit zu machen.
Weiterhin entschloss Blücher sich, seine Einheiten vornehmlich vor drei der Stadttore – Burgtor, Hüxtertor und Mühlentor – zu positionieren. Diese eher schwachen Tore waren am meisten gefährdet, während die weitaus stärkeren Befestigungen des Holstentores keinen Anlass zur Besorgnis gaben. Die Lage Lübecks, das auf allen Seiten von Wasserläufen umgeben ist, begünstigte zudem den Verteidiger. Es war Blüchers Plan, den Kampf besonders an den drei Toren zu führen.

## Die Schlacht bei Lübeck

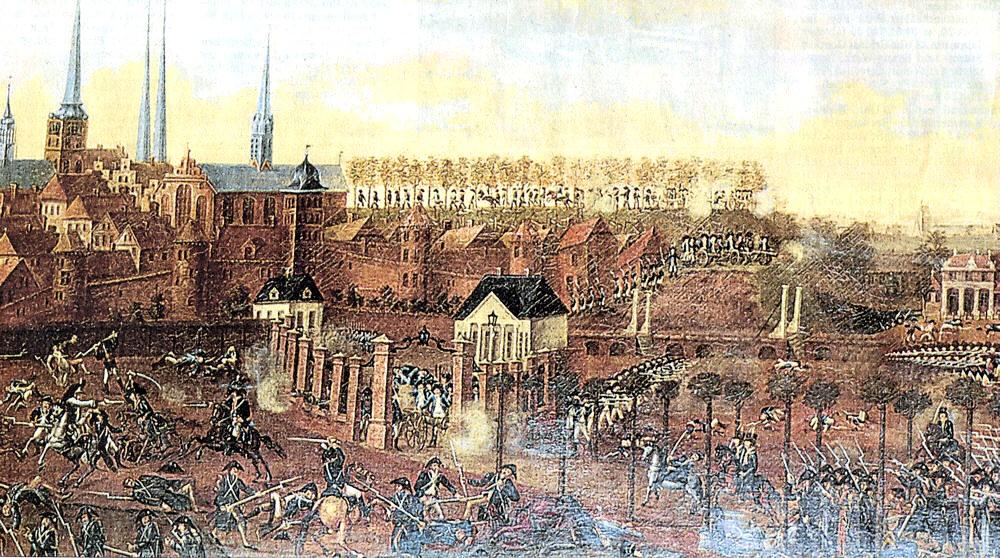
Kämpfe vor dem Burgtor

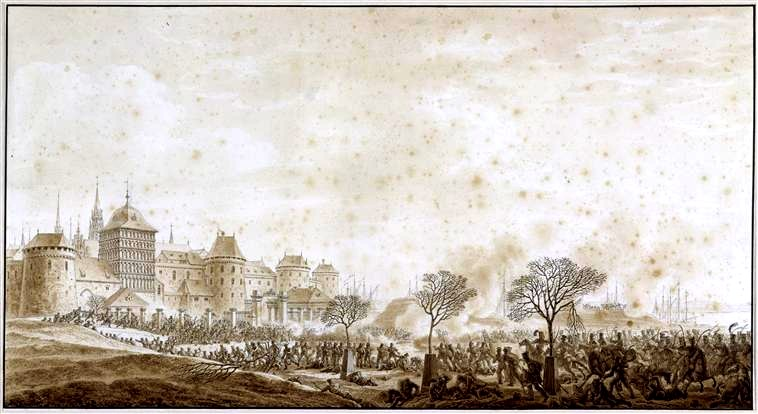
Benjamin Zix: Gefechte auf dem Burgfeld

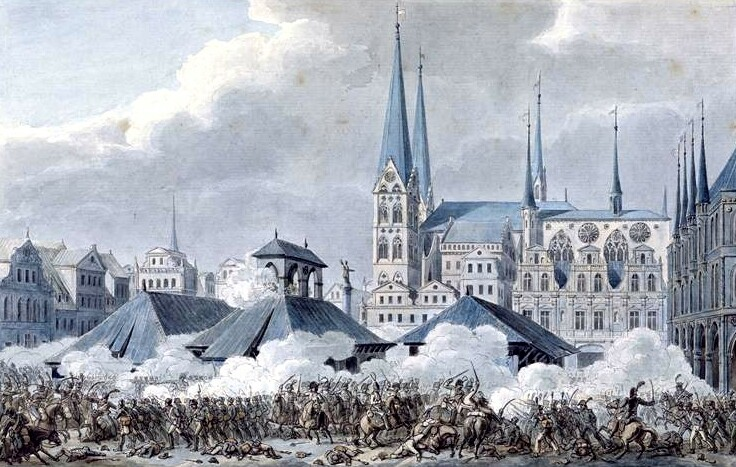
Kämpfe auf dem Markt vor dem Rathaus

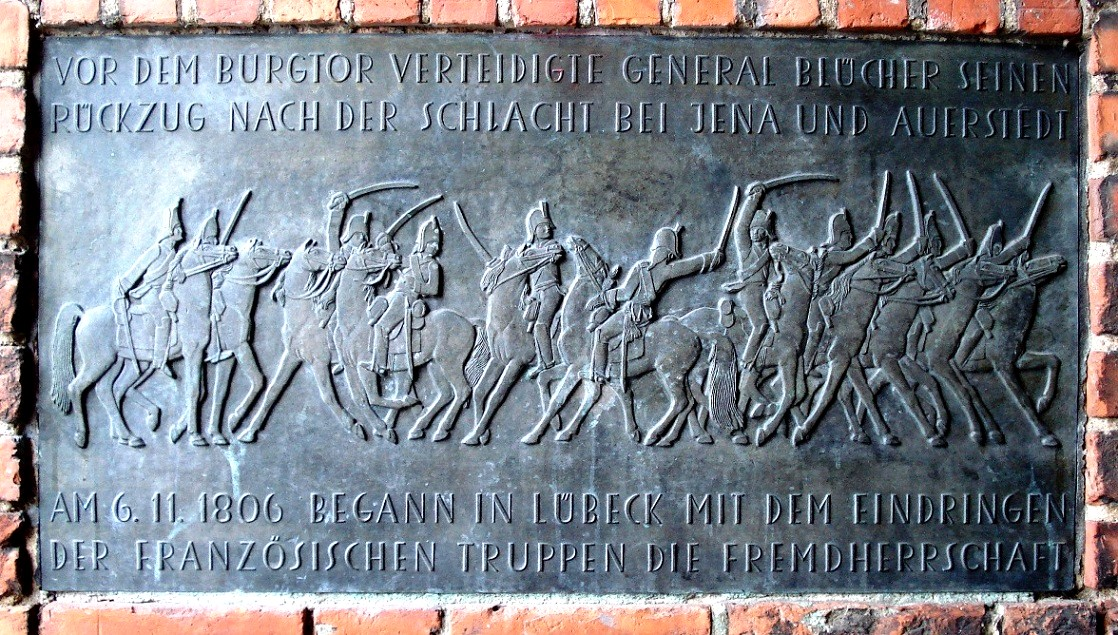
Gedenktafel an die Gefechte am Burgtor am 6. November 1806 (am Burgtor)

In der Nacht vom 5. zum 6. November erreichten die französischen Truppen Lübeck und schlossen die Stadt ein. Der Angriff begann in den Morgenstunden des 6. Novembers. Soult attackierte die Preußen am Mühlentor, Murat am Hüxtertor. Der Schwerpunkt der Kämpfe lag auf dem Burgfeld vor dem Burgtor, wo Bernadotte Friedrich Wilhelm, dem Herzog von Braunschweig-Oels, gegenüberstand. Der Herzog hatte, entgegen den ausdrücklichen Befehlen Blüchers und Scharnhorsts, seine Infanterie zum Schutz einer Artilleriestellung auf einem Festungswall positioniert, obwohl dieser Wall bereits durch einen Flusslauf geschützt und für Angreifer nicht erreichbar war. Das Burgtor und die zugehörigen Festungsanlagen waren hingegen nahezu ungeschützt. Hinzu kam, dass ein komplettes preußisches Bataillon auf dem Burgfeld stand und dadurch die eigene Artillerie am Feuern hinderte.
Bernadotte erkannte die Fehler des Herzogs und konzentrierte das Kampfgeschehen auf das Burgfeld. Die Lage wurde für die unterlegenen Preußen unhaltbar. Blücher wies den Herzog an, die Franzosen auf keinen Fall durch das Burgtor in die Stadt vordringen zu lassen; doch auch das gelang nicht. Als kurz nach 12 Uhr der Befehl zum Rückzug hinter das Stadttor kam, entstand eine ungeordnete Flucht daraus. Zusammen mit den flüchtenden Preußen drangen die ersten Franzosen durch das Burgtor nach Lübeck ein. Zugleich gelang es korsischen Jägern, unbemerkt durch einen unbefestigten Abschnitt abseits des Burgtors überraschend in die Stadt zu gelangen.
In der Stadt brachen Straßenkämpfe aus. Die Franzosen wurden mehrmals zurückgedrängt, konnten aber schließlich den Besatzungen der anderen beiden Stadttore in den Rücken fallen, so dass auch die Einheiten Soults und Murats in die Stadt vorstoßen konnten. Blücher konnte knapp entkommen, Scharnhorst geriet in Gefangenschaft. Der Herzog von Braunschweig-Oels mied jede Teilnahme an den Nahkämpfen, setzte sich stattdessen mit einem Boot über die Trave ab und schloss sich den Flüchtenden an. Unter Blüchers Führung gelang es einigen Tausend preußischen Soldaten, Lübeck durch das Holstentor zu verlassen und in Richtung Schwartau zu entkommen, während die Franzosen bereits die Stadt zu plündern begannen.
Blüchers Flucht war jedoch aussichtslos, da in Travemünde nach der Flucht der Schweden keine Schiffe mehr verfügbar waren. In Stockelsdorf verwehrten ihm starke dänische Verbände bereits den Weg auf neutrales dänisches Gebiet. Zu weiteren Gefechten waren die Überreste seiner Truppen nicht mehr in der Lage. Am 7. November kapitulierte er im Pastorat von Ratekau mit den verbliebenen 8000 Mann seiner Streitmacht.

## Die Kapitulationsurkunde
Dieses Dokument weist zwei Besonderheiten auf. Erstens wollte Blücher bereits im ersten Absatz erwähnen, warum er kapitulieren musste: Da es dem General von Blücher an Munition, Brod und Fourage fehlt ... Damit wollte Blücher dokumentieren, dass er nicht aufgrund einer Niederlage im Kampf kapitulierte, sondern wegen ausbleibenden Nachschubs. Diese Eingangsformel lehnte Murat jedoch ab. Es wurde Blücher jedoch freigestellt, dies am Ende zu erwähnen, was er auch tat (neben seiner Unterschrift). Zweitens verweigerten die Franzosen das Zugeständnis, dass die Officiers sich auf ihr Ehrenwort in ihre Heimath begeben. Somit erhielt die Kapitulationsurkunde, an deren Aushandlung preußischerseits Karl von Müffling beteiligt war, folgenden Wortlaut:
Da Se. Excellenz der General v. Blücher sich hat in eine Capitulation einlassen wollen, und da er durch die Lage, worin er sich befindet, dazu genöthigt sieht, so nimmt er die Bedingungen an, welche im Namen der 3 Corps der großen Französischen Armee gemacht worden, nämlich:
1.) dem Sr. Kaiserl. Hoheit, des Großherzogs von Berg
2.) dem Sr. Durchlaucht, des Marschalls Prinzen von Ponte-Corvo
3.) dem Sr. Excellenz, des Marschalls Soult,
welche Capitulation im Namen der 3 Armee-Corps von den Divisions-Generälen Tilly und Rivaud unterzeichnet ist, von denen jeder eine Division des ersten Armee-Corps unter dem Marschall Prinzen v. Ponte-Corvo commandirt, da sie sich der capitulirenden Armee am nächsten befanden.
Art. I. Die Truppen unter den Befehlen Sr. Excellenz des Hrn. Generals v. Blücher, sowohl Cavallerie, als Infanterie und Artillerie und alle Detachements, welche zu seinem Commando gehören, werden Kriegsgefangene seyn.
Art. II. Die Waffen, Pferde, Kanonen und Munition aller Art werden der Französischen Armee übergeben werden.
Art. III. Die Hrn. Officiers aller Grade nebst den Fahnjunkers werden ihre Waffen, Pferde und Bagage behalten, die Unterofficiers und Soldaten behalten ihre Tornister und Mantelsäcke.
Art. IV. Die Herren Officiers werden sich auf ihr Ehrenwort als Kriegsgefangene ergeben und versprechen, sich nach dem Ort zu verfügen, der ihnen angewiesen wird.
Art. V. Die Kriegskasse und alle Fonds, welche Sr. Majestät dem König von Preußen zugehören, und zur Disposition des Generals v. Blücher sind, werden der Französischen Armee übergeben werden.
Art. VI. Der Hr. General v. Blücher wird durch seinen Chef d’Etat-Major den Etat aller Corps und Detachements einreichen lassen, welche unter seinen Befehlen stehen.
Art. VII. Das Armee-Corps Sr. Excellenz, des Hrn. Generals v. Blücher, wird um 12 Uhr mit allen Kriegs-Ehren, bewaffnet, mit fliegenden Fahnen und brennenden Lunten vor der Französischen Armee defiliren, und wenn es den linken Flügel passirt hat, die Waffen niederlegen.
Doppelt ausgefertigt zu Ratkau den 7ten Nov. 1806
v. Blücher     Ich capituliere, weil ich weder Munition noch Brod und Fourage habe.
Die Divisions-Generäle Tilly, Rivaud

## Angaben zu den Kriegsgefangenen
In den zeitgenössischen Quellen variieren die Angaben zur Zahl der preußischen Soldaten, die in Kriegsgefangenschaft gerieten:
- Bei der Kapitulation in Ratekau bestand Blüchers Armeekorps noch aus 5 Grenadier- und 8 Infanterie-Bataillonen mit zusammen ca. 3750 Mann. In Lübeck selbst wurden 8 Grenadier-, 4 Füsilier-, 2 Infanterie-Bataillone sowie 6 Jäger-Kompanien mit ca. 4800 Mann gefangen genommen. Insgesamt gingen demgemäß ca. 8.550 preußische Soldaten in französische Kriegsgefangenschaft.[8]
- Karl von Müffling zufolge gingen bei Ratekau 5 Grenadier- und 4 Infanterie-Bataillone sowie Reste von Jäger- und Füsilier-Einheiten mit zusammen 4050 Mann in Gefangenschaft.[9] Hinzu kamen 55 Eskadrons-Reiter mit 3760 Soldaten – zusammen also 7810 Mann.
- Blücher selbst spricht in seinem Rechtfertigungsschreiben an den preußischen König von 9400 in Gefangenschaft geratenen Soldaten.

Die Herausforderung des Umgangs mit den 3000 Toten und ungezählten Verletzten führte zu einem Zusammenrücken der Lübecker Ärzte und letztlich 1809 zur Gründung des Ärztlichen Vereins zu Lübeck.

## Plünderung Lübecks
Nach der Schlacht kam es zu mehrere Tage währenden Plünderungen, Misshandlungen der Zivilbevölkerung und Massenvergewaltigungen durch die französischen Besatzungstruppen. Die Übergriffe konnten nur mit einiger Mühe durch die Armeeführung beendet werden. Diese Ereignisse werden von Charles de Villers ausführlich in einem Brief an Fanny de Beauharnais, eine Napoleon nahestehende französische Salonnière, geschildert. Der Brief wurde publiziert und die Plünderung Lübecks wurde dadurch in ganz Europa bekannt und erregte Anteilnahme.